# Busti (CDP, New York)
Pour les articles homonymes, voir Busti.
Busti est une census-designated place du comté de Chautauqua, dans l'État de New York, aux États-Unis,. En 2020, elle compte une population de 349 habitants.